# Ante Marinović (nogometaš)
Ante Marinović, bivši hrvatski nogometaš i nogometni trener. 

## Karijera

### Igračka karijera
Tijekom igračke karijere igrao je za NK Neretva Metković, NK Jadran Ploče i HNK Ljubuški
Kao nogometaš Ljubuškog, bio je član reprezentacije Herceg-Bosne na prijateljskoj utakmici s Paragvajom u Asunciónu 1996. godine. Njegov dres, u kojem je trebao igrati tu utakmicu, je u svibnju 2020. prodan za 37.000 kuna u humanitarnoj akciji "Vratimo Palčiće u Petrovu".

### Trenerska karijera
Nakon igračke karijere bavi se trenerskim poslom. Bio je trener Jadrana iz Ploča u tri navrata.